# Thalictrum
- Commons
- Wikispecies

Thalictrum L. é um gênero botânico da família Ranunculaceae.

## Sinonímia
- Piuttia Mattei
- Schlagintweitiella Ulbr.

## Espécies
| - Thalictrum alpinum - Thalictrum aquilegifolium - Thalictrum calabricum - Thalictrum chelidonii - Thalictrum clavatum - Thalictrum cooleyi - Thalictrum delavayi - Thalictrum diffusiflorum - Thalictrum dioicum - Thalictrum dipterocarpum | - Thalictrum fendleri - Thalictrum flavum - Thalictrum foeniculaceum - Thalictrum foetidum - Thalictrum glaucum - Thalictrum ichangense - Thalictrum javanicum - Thalictrum kiusianum - Thalictrum lucidum - Thalictrum minus | - Thalictrum morrisonii - Thalictrum orientale - Thalictrum reniforme - Thalictrum petaloideum - Thalictrum polygamum - Thalictrum revolutum - Thalictrum rochebrunianum - Thalictrum simplex - Thalicturm thalictroides - Thalictrum tubersosum |

- Lista completa

## Classificação do gênero
| Sistema | Classificação                      | Referência               |
| ------- | ---------------------------------- | ------------------------ |
| Linné   | Classe Polyandria, ordem Polygynia | Species plantarum (1753) |